# Szanta (pieśń)

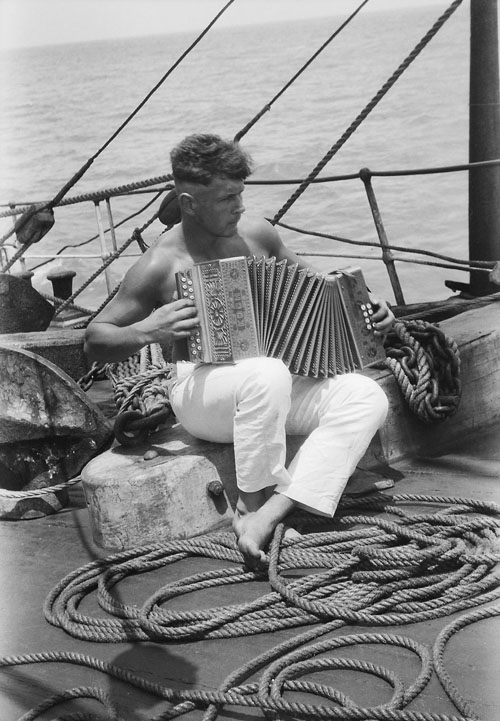

Szanty – XVIII- i XIX-wieczne pieśni pracy uprawiane na żaglowcach. Wykonywane były podczas pracy w celu synchronizacji czynności wykonywanych przez grupy żeglarzy, stosowane wtedy, gdy na dany znak trzeba było jednocześnie użyć dużej siły wielu osób, lub pomagały w wykonywaniu długich i monotonnych, ale rytmicznych czynności. Śpiewali je sami wykonujący pracę, a jeśli była taka potrzeba – ton nadawał szantymen, a odpowiadał chór pracujących. Śpiewane były z reguły a cappella lub z towarzyszeniem prostych instrumentów prowadzącego szantymena.

## Rodzaje szant
W zależności od pracy szanty posiadały swoje specyficzne tempa, podziały rytmiczne i akcenty. Inne szanty były śpiewane, w trakcie rwania kotwicy, inne podczas wciągania żagli krótkimi szarpnięciami lin, inne podczas pracy przy pompach lub podczas załadunku towarów. Dlatego wyróżnia się takie szanty jak: fałowe, kabestanowe, kotwiczne czy pompowe. Liczba zwrotek, a czasami także długość wersów, regulowana była czasem trwania czynności, co w prosty sposób przekładało się na długość lin i inne parametry techniczne danej jednostki pływającej. Dlatego szanty zmieniały się przy przechodzeniu załóg z żaglowca na inny, wzbogacając się o kolejne zwrotki lub ubożejąc.
Cechą charakterystyczną tekstów szant była ich sprośność, a imiona kobiet, najczęściej tych wprost z portu i okalających go dzielnic, nadawano np. szczególnie ciężkim przedmiotom, które trzeba było ruszyć, stąd do szant wkradały się refreny w stylu „mała Sally, ciągnij ją”. Ponadto wiele szant zostało „zmarynizowanych”, wchodząc na pokład z pieśniami innych grup zawodowych, np. górników lub rwaczy bawełny. Jedynym miejscem, gdzie praca odbywała się w ciszy, były okręty wojenne.

## Szanta a inne pieśni i piosenki
Oprócz szant śpiewano także inne pieśni zwane pieśniami kubryku. Te były balladami śpiewanymi i słuchanymi w spokoju w wolnych chwilach od pracy, głównie w czasie pobytów w portach. Istnieją także pieśni z mesy – śpiewane przez oficerów.
W najściślejszym znaczeniu szanty to pieśni pomagające w pracy, w nieco luźniejszym za szanty uważane są wszystkie historyczne pieśni żeglarskie z minionych epok. Dziś szantami nazywa się także – co budzi ostry sprzeciw tradycjonalistów – ogół pieśni i piosenek o tematyce żeglarskiej, włączając w to współczesną poetycką balladę marynistyczną oraz dzisiejsze piosenki żeglarskie, stąd też dla szanty w jej najbardziej dosłownym, pierwotnym znaczeniu ukuto termin szanta klasyczna.

## Fenomen polskich szant
Polska jest od przełomu lat 70. i 80. XX wieku jednym z czołowych krajów na świecie, jeśli chodzi o szanty w ich najszerszym znaczeniu. Polscy żeglarze w zagranicznych portach imponują żeglarzom z innych krajów bogactwem repertuarowym, a liczba odbywających się w Polsce co roku festiwali szantowych jest bliska setki. Na uwagę zasługuje m.in. udokumentowane ponad 200 zwrotek do Morskich opowieści, ale również wiele tłumaczeń oryginalnych szant obcojęzycznych. Dorobek polskich współczesnych „szantymenów” objawia się również upowszechnianiem się polskich piosenek m.in. wśród międzynarodowej braci żeglarskiej.
Polskim wynalazkiem jest szanta dziecięca, czyli piosenki o żeglarstwie pisane specjalnie dla młodych wykonawców lub kierowane do najmłodszej części widowni. Z kolei szanty babskie to pieśni śpiewane wyłącznie przez wykonawczynie. Ich tematyka mówi nie tylko o samym uprawianiu żeglarstwa, ale i o tęsknocie kobiety czekającej na powrót ukochanego z rejsu.
Opis tego, czym były szanty, można znaleźć w książce Marka Szurawskiego „Szanty i szantymeni – Ludzie i pieśni dawnego pokładu”, która nazywana jest w skrócie „Biblią Szurawskiego”. Zawiera ona nie tylko historię szant, ale także dokładne opisy sposobów ich wykonywania.